# Ilenia Medina
Pour les articles homonymes, voir Medina.
Ilenia Medina est une femme politique vénézuélienne née à El Tocuyo le 29 mars 1955. Elle est députée à l'Assemblée nationale du Venezuela depuis l'investiture de la chambre en janvier 2016. Elle est également secrétaire nationale du parti Patria para todos.

## Biographie
En octobre 2018, elle accorde un long entretien au journal français dont la ligne éditoriale est d'orientation communiste, l'Avant-garde. Alors qu'elle est en Europe pour exprimer le point de vue du Venezuela au Conseil des droits de l'Homme des Nations unies à Genève, elle évoque la situation de son pays en apportant son appui au pouvoir en place auquel son parti, Patria para todos, est allié. Elle conteste également la position de ce conseil sur la situation vénézuélienne en fustigeant les attaques contre la révolution bolivarienne qui « sont utilisées partout dans le monde pour justifier les attaques de la bourgeoisie contre les droits des travailleurs ». Elle fustige également les tentatives de destitution de Nicolás Maduro, dont elle accuse la nouvelle majorité anti-chaviste élue à l'Assemblée nationale du Venezuela, entrée en fonction en janvier 2016.